# 꼬꼬댁 알을 낳았어요
꼬꼬댁 알을 낳았어요는 대교어린이TV가 2005년 10월 3일부터 2008년 초반까지 방송한 어린이 프로그램이다.
2008년 그 이후, 대교어린이tv에서 마지막화까지 종영 이후에는 일본, 대만, 홍콩, 북미, 상하이 (중화인민공화국), 인도네시아, 태국, 베트남, 미얀마, 필리핀 등에서 현지화 버전이 제작 방송되기도 한것으로 추정된는듯 하기도 한다.
현재 일부에피의 율동 부분 영상이 일본, 대만, 홍콩, 북미, 인도네시아, 베트남, 필리핀, 동남아국가에서도 밈으로 사용되기도 한다.

## 등장인물
꼬꼬
꼬꼬의 엄마
끄앙이
꼬꼬친구들
(김향기,서수현, 장서영, 김하늘, 오창준, 유지원, 손정우)